# レインボー7
『レインボー7』（レインボーセブン）はモーニング娘。の7枚目のアルバム。2006年2月15日に発売された。

## 内容
- 初回盤と通常盤の2種。初回盤にはモーニング娘。写真集（4C/32P)が封入されている。
- 唯一の7期メンバーである久住小春にとって加入後初のオリジナルアルバム。
- 「THE マンパワー!!!」（飯田圭織・矢口真里・石川梨華在籍時）、「大阪 恋の歌」（矢口・石川在籍時）は久住小春加入前の曲。
- 「レインボーピンク」は、道重さゆみは「重ピンク（しげピンク）」、久住は「こはっピンク」としての名義である。2人のデビュー曲という設定で、曲名が転じて「レインボーピンク」でこの2人組を指すこともある。
- 収録曲は色名が入ったタイトルが多く、アルバムタイトルも虹色から付けられた[1]。

## 収録曲
全作詞・作曲：つんく
1. HOW DO YOU LIKE JAPAN? 〜日本はどんな感じでっか?〜
編曲：AKIRA
ロック色が濃いアレンジで、日本について歌った曲。
2. THE マンパワー!!!
編曲：松原憲
25thシングル。
3. 青空がいつまでも続くような未来であれ!
編曲：鈴木Daichi秀行、ブラスアレンジ：竹上良成
4. 大阪 恋の歌
編曲：鈴木Daichi秀行
26thシングル。
5. INDIGO BLUE LOVE
歌：新垣里沙、亀井絵里、田中れいな
編曲：AKIRA
6. レインボーピンク
歌：重ピンク、こはっピンク
編曲：高橋諭一
7. 色っぽい じれったい
編曲：鈴木Daichi秀行
27thシングル。
8. 無色透明なままで
歌：吉澤ひとみ、高橋愛、紺野あさ美、小川麻琴、藤本美貴
編曲：大久保薫
9. パープルウインド
編曲：平田祥一郎
10. さよなら SEE YOU AGAIN アディオス BYE BYE チャッチャ!
編曲：鈴木俊介
タイトル通り別れを歌った曲。タイトルに色名はないが、歌詞には「赤くて緑で黄色いですね」「至福の三原色」と色名が登場している。
サビ部分ではバックコーラスのスキャットに乗せて各メンバーがソロで別れの言葉を語る構成となっており、最後のセリフを担当した吉澤ひとみは「私が最後のセリフは絶対ない」と思っていたらしい[1]。
つんく♂曰く「（この曲で）本編終了」とのこと。
11. 直感2 〜逃した魚は大きいぞ!〜 (全くその通リミックス)
リミックス：江上浩太郎
28thシングルのリミックス。
12. 女子かしまし物語3
編曲：鈴木Daichi秀行
23rdシングルのリメイクバージョンで、歌詞が新しく作り直されている。

## 参加メンバー
- 1期：飯田圭織
- 2期：矢口真里
- 4期：石川梨華、吉澤ひとみ
- 5期：高橋愛、紺野あさ美、小川麻琴、新垣里沙
- 6期：藤本美貴、亀井絵里、道重さゆみ、田中れいな
- 7期：久住小春

## 参加ミュージシャン
| HOW DO YOU LIKE JAPAN? 〜日本はどんな感じでっか?〜 - Programming：AKIRA - Bass：江川ほーじん - Drums：ファンキー末吉 - Chorus：つんく♂ THE マンパワー!!! - All Instruments：松原憲 - Chorus：つんく♂ 青空がいつまでも続くような未来であれ! - Guitar & Programming：鈴木Daichi秀行 - Brass Arrangement：竹上良成 - Trumpet：鈴木正則 - Sax：竹上良成 - Trombone：池田雅明 - Clarinet：谷口英治 - Chorus：内田ゆう、竹内浩明 大阪 恋の歌 - Guitar & Programming：鈴木Daichi秀行 - Chorus：稲葉貴子 & つんく♂ INDIGO BLUE LOVE - Programming & Chorus：AKIRA レインボーピンク - Guitar,Programming & Chorus：高橋諭一 - Chorus：内田ゆう | 色っぽい じれったい - Programming：鈴木Daichi秀行 - E.Guitar：こーじ - A.Guitar：古川昌義 - Bass：笹本安詞 - Sax：竹上良成 - Trumpet：鈴木正則 - Chorus：竹内浩明 無色透明なままで - Programming：大久保薫 - Bass：入江太郎 - Guitar：嘉多山信 - Chorus：吉澤ひとみ、高橋愛、内田ゆう パープルウインド - Programming：平田祥一郎 - Guitar：木下徹 - Percussion：飯田ヒロシ - Chorus：竹内浩明 さよなら SEE YOU AGAIN アディオス BYE BYE チャッチャ! - Guitar & Programming：鈴木俊介 - Percussion：飯田ヒロシ - Chorus：内田ゆう 直感2 〜逃した魚は大きいぞ!〜 (全くその通リミックス) - Remixed：江上浩太郎 女子かしまし物語3 - Guitar & Programming：鈴木Daichi秀行 - Blues Harp：今出宏 - Chorus：つんく♂ - TSUBUYAKI：つぶやきシロー |